# 棠口镇
棠口镇，是中华人民共和国福建省宁德市屏南县下辖的一个镇，2018年3月28日由原棠口乡撤乡设镇而来。

## 行政区划
棠口镇下辖以下地区：
棠口村、孔源村、山棠村、龙源村、安溪村、旺坑村、西村、凤林村、贵溪村、洋中村、小章村、山岭村、漈头村、仕洋村、上厝村、上培村和青秀村。

## 中国传统村落
2012年，漈头村、棠口村被评为首批“中国传统村落”。